# The Velvet Underground and Nico
The Velvet Underground and Nico és el primer disc de la banda de Nova York The Velvet Underground.
Es considera avui dia un dels àlbums de rock més influents de tots els temps. Va sortir al mercat al març de 1967, encara que havia estat enregistrat gairebé un any abans, trobant-se després amb diferents problemes, primer de censura i posteriorment de realització per la inusual portada.
Al final, van aconseguir un contracte amb el segell de jazz Verve Records, que en aquella època també va editar discos de The Mothers of Invention, el grup de rock avantguardista de Frank Zappa. Aquest disc és molt famós també pel disseny de portada d'Andy Warhol, llavors mànager del grup. Es tracta de la imatge d'un plàtan pop, al més pur estil de l'artista, amb una invitació a pelar-ho (Peel slowly and see).
En diferents edicions de l'àlbum, inclosa la primera, el plàtan és una calcomania que tapa una imatge fàlica d'un plàtan rosat sense pell. La contraportada de la primera edició contenia una projecció del show Exploding Plastic Inevitable.
Eric Emerson, un dels ballarins de l'espectacle, va demandar a la discogràfica per utilitzar la seva imatge sense rebre res a canvi. L'àlbum, que es trobava en el lloc 171 del Billboard i en franc ascens, va desaparèixer de les botigues pràcticament de la nit al dia.

## Temes inclosos
- 1. Sunday Morning, 2:55 (Reed/Cale) Aquesta cançó té un treball d'edició i barreja molt més elaborat que la resta de l'àlbum, ja que estava determinada a ser editada com senzill (juntament amb "Femme Fatale"). Originalment, Nico anava a cantar, però l'últim minut Lou Reed va decidir fer-lo ell mateix. Nico fa els cors de fons, tot just audibles cap al final de la cançó. John Cale toca la celesta, mentre que Sterling Morrison toca el baix i Maureen Tucker les percussions.
- 2. I'm Waiting for the Man, 4:39 (Reed) És una de les cançons més conegudes del grup. Tracta d'un home que espera al seu camell per a comprar una dosi d'heroïna per 26 dòlars. Com distintiu, aquest tema inclou algunes notes de piano a l'estil rock and roll.
- 3. Femme Fatale, 2:38 (Reed) És el primer de tres temes que Nico canta en el disc. Lou Reed ho va compondre expressament per Edie Sedgwick a petició d'Andy Warhol.
- 4. Venus in Furs, 5:12 (Reed) Cançó inspirada en la novel·la "La Venus de les Pells" de Leopold von Sacher-Masoch, tracta el tema del sadomasoquisme. És notable la contribució de la viola, distorsionada i zumbant, de Cale.
- 5. Run Run Run, 4:22 (Reed) Cançó que nomena una sèrie de personatges i escenaris de Nova York, al mateix temps que parla de temes religiosos com vendre la seva ànima, els àngels i el Cel.
- 6. All Tomorrow's Parties, 5:59 (Reed) Va Ser escrita per Reed sobre els personatges que envoltaven a Warhol en el seu estudi, anomenat The Factory. Conté un motiu de piano compost per Cale, inicialment com exercici. És la segona cançó en la qual Nico presta la seva veu. Una versió escurçada, que inclou només la primera i l'última estrofa, va ser editada com senzill.
- 7. Heroin, 7:11 (Reed) Es tracta d'un dels temes considerats com més assolits de la banda. Novament, Cale aporta una viola per moments distorsionada, mentre que Maureen Tucker fa ús del canvi de velocitat en els tambors que va d'acord amb la progressió del text i ha d'expressar el rush de l'heroïna, l'ús de la qual és tema principal de la cançó.
- 8. There She Goes Again, 2:40 (Reed)
- 9. I'll Be Your Mirror, 2:13 (Reed)
- 10. The Black Angel's Death Song, 3:11 (Reed/Cale)
- 11. European Sun, 7:45 (Reed/Cale/Morrison/Tucker)